# Wiesław Romanowski
Wiesław Włodzimierz Romanowski (ur. 18 sierpnia 1952 w Koszalinie) – polski dziennikarz, publicysta, reportażysta, uczestnik opozycji w okresie PRL.

## Życiorys
Absolwent Uniwersytetu Warszawskiego, Instytut Socjologii (1976). W czasie studiów należał do Zrzeszenia Studentów Polskich, a od 1977 był członkiem Związku Socjalistycznej Młodzieży Polskiej. Po ukończeniu studiów krótko pracował w koszalińskich Zakładach Przemysłu Elektronicznego „Kazel”, a następnie jako referent w Komisji Planowania Urzędu Wojewódzkiego. W latach 1979–1980 był instruktorem Zarządu Wojewódzkiego ZSMP w Koszalinie.
W 1980 był rzecznikiem prasowym Międzyzakładowego Komitetu Założycielskiego NSZZ „Solidarność” w Koszalinie, a następnie redaktorem naczelnym tygodnika „Sierpień 80”. Internowany w stanie wojennym, przebywał w ośrodkach internowania w Wierzchowie i Darłówku, zwolniony w kwietniu 1982. Po zwolnieniu powrócił do Koszalina, gdzie pracował w Okręgowym Zakładzie Transportu (1983–1985), jako nauczyciel (1986) oraz jako specjalista w Zakładzie Techniki Medycznej (1987–1988). Jednocześnie kolportował wydawnictwa niezależne. W latach 1989–1991 był wiceprzewodniczącym Wojewódzkiego Komitetu Obywatelskiego w Koszalinie.
Od 1990 do 1992 pełnił funkcję redaktora naczelnego koszalińskiej rozgłośni Polskiego Radia. Od 1992 dziennikarz niezależny, prywatny producent telewizyjny. Kierował TV Koszalin (1992–1995), Studiem Reporter (1995–1996). W latach 1998–2003 był korespondentem TVP w Kijowie. Współpracował z Polskim Radiem, BBC, „Wprost”, „Polityką”, „Rzeczpospolitą”, „Głosem Pomorza”, „Dziennikiem Polskim” w Londynie. Dla TVP1 i TVP2 wyprodukował według własnych scenariuszy ponad 40 reportaży i 10 filmów dokumentalnych, poświęconych głównie tematom rosyjskim i ukraińskim.
Był działaczem KLD, z ramienia Kongresu dwukrotnie ubiegał się o mandat parlamentarzysty. W latach 1994–1998 zasiadał w Radzie Miasta Koszalin.
Od 2003 niezależny reporter, publicysta i konsultant ds. Wschodu. W latach 2009–2011 pełnił funkcję wicedyrektora Instytutu Polskiego w Mińsku. Obecnie jest konsulem w konsulacie generalnym w Grodnie na Białorusi.
W 2012 ukazała się jego książka pt. Bandera. Terrorysta z Galicji dotycząca Stepana Bandery.

## Wybrana twórczość
Filmografia
- 1995 – Moskwa jak las (wspólnie z Andrzejem Drawiczem)
- 1995 – Sprawa polityczna
- 1996 – Dwie historie
- 1997 – Pudełka Stalina
- 1998 – Znak pokoju
- 2002 – Nie chcę tego oglądać
- 2005 – Dom na wzgórzu
- 2005 – Przystanek wolność
- 2008 – Feliks znaczy szczęśliwy

Literatura
- Ukraina. Przystanek Wolność (Wydawnictwo Literackie 2006, ISBN 978-83-08-03969-4)
- Bandera Terorysta Z Galicji (Wydawnictwo Demart 2012, ISBN 978-83-7427-888-1)